# Khosrūd
Khosrūd (persiska: خُسرُّد, خسرود) är en ort i Iran.   Den ligger i provinsen Qazvin, i den nordvästra delen av landet, 160 km nordväst om huvudstaden Teheran. Khosrūd ligger 1 354 meter över havet och antalet invånare är 248.
Terrängen runt Khosrūd är bergig söderut, men norrut är den kuperad.Runt Khosrūd är det ganska tätbefolkat, med 108 invånare per kvadratkilometer. Närmaste större samhälle är Akūjān, 11,3 km nordost om Khosrūd. Trakten runt Khosrūd består i huvudsak av gräsmarker.